# Suminia
Suminia era uma espécie de sinapsídeo anomodonte, que viveu 260 milhões anos atrás, no final do Permiano (zona II). Este anomodonte foi descoberto em Kotelnich no Rio Vyatka, Rússia. Encontrado em arenito sedimentar, assim provavelmente representa uma das espécies que habitavam a região, mas isso não é conclusivo, pois outros habitats podem ter sido envolvidos, mas o espécime nunca foi fossilizado nesse habitat.
S. getmanovi tem dentes que são fortemente desgastados, sugerindo material vegetal de alta sílica. Mais recentemente, encontrou-se fósseis indicando que ele levava um  estilo de vida arbóreo.